# José Luis Diezma Izquierdo
José Luis Diezma Izquierdo (Madrid, 22 de setembre de 1968) és un exfutbolista madrileny, que jugava com a porter i que posteriorment ha fet d'entrenador de futbol.

## Trajectòria
Diezma es va formar a les categories inferiors del Reial Madrid. A la 88/89 seria cedit al CF Extremadura, equip al qual retornaria dos anys més tard, després de militar al primer filial blanc, el Castilla. En aquesta segona etapa, que va durar fins al 1992, va quallar unes bones actuacions que van cridar l'atenció del Reial Betis.
Arriba a Sevilla per jugar la 92/93 amb els bètics. Durant els dos anys que hi romandrien a la categoria d'argent, el madrileny seria el porter titular. Una vegada que el Betis va ascendir a la primera divisió, per la temporada 94/95, Diezma va passar a l'ombra de Pedro Jaro (porter menys golejat eixe any), el qual disputaria tots els minuts de lliga. No va ser fins a la temporada 95/96 quan Diezma va debutar a la màxima divisió, jugant-hi dos partits eixe any.
L'estiu de 1996 deixa el Betis i fitxa pel Celta de Vigo, on continuaria sent suplent. De fet, tot just va acumular vuit partits en les dues temporades a Balaídos. Per fi recuperaria la titularitat la temporada 97/98, amb el CD Numancia. Els sorians van pujar a Primera i la història es repetirà per al porter madrileny, que quedarà relegat a la suplència sense jugar cap minut.
A mitjans de la temporada 99/00 deixa el Numancia i acaba eixa campanya al Recreativo de Huelva, on qualla una temporada acceptable. A l'any següent disputa 21 partits amb el Reial Múrcia CF i la temporada 01/02, només quatre a les files de l'Elx CF. A partir del 2002 hi milita en equips de Segona B i Tercera Divisió, com l'Oriola, el Cartagena i el Mérida, sent titular en tots ells. Amb els emeritans, va aconseguir l'ascens a Segona B, i es va proclamar el porter menys golejat de la categoria, abans de retirar-se a l'estiu del 2005.